# Papuanella flexior
Papuanella flexior är en insektsart som beskrevs av Medler 1989. Papuanella flexior ingår i släktet Papuanella och familjen Flatidae. Inga underarter finns listade i Catalogue of Life.